# UCI Oceania Tour 2006-2007
El UCI Oceania Tour 2006-2007 fue la tercera edición del UCI Oceania Tour. Se llevó a cabo de octubre de 2006 a septiembre de 2007 donde se disputaron las mismas 7 competiciones por etapas en dos modalidades, pruebas por etapas y pruebas de un día, las mismas de la temporada anterior (con el leve cambio de nombre del Herald Sun Tour hacia Jayco Herald Sun Tour), otorgando puntos a los primeros clasificados de las etapas y a la clasificación final. Además, a pesar de no estar en el calendario, también puntuaron los campeonatos nacionales con un baremo dependiendo el nivel ciclista de cada país. 
El ganador a nivel individual fue por segunda vez el australiano Robert McLachlan, por equipos triunfó el Drapac Porsche de Australia, mientras que por países y países sub-23 fue Australia quién obtuvo más puntos.

## Calendario
Contó con las siguientes pruebas, tanto por etapas como de un día.

### Octubre 2006
| Fecha   | Carrera                          | Cat. | Ganador          | Equipo del ganador     |
| ------- | -------------------------------- | ---- | ---------------- | ---------------------- |
| 8 al 14 | Jayco Herald Sun Tour            | 2.1  | Simon Gerrans    | Selección de Australia |
| 21      | Melbourne to Warrnambool Classic | 1.2  | Robert McLachlan | Drapac Porsche         |

### Noviembre 2006
| Fecha   | Carrera           | Cat. | Ganador         | Equipo del ganador             |
| ------- | ----------------- | ---- | --------------- | ------------------------------ |
| 6 al 11 | Tour de Southland | 2.2  | Hayden Roulston | Health Net presented by Maxxis |

### Enero 2007
| Fecha    | Carrera            | Cat. | Ganador         | Equipo del ganador   |
| -------- | ------------------ | ---- | --------------- | -------------------- |
| 17 al 21 | Tour Down Under    | 2.HC | Martin Elmiger  | Ag2r Prévoyance      |
| 24 al 28 | Tour de Wellington | 2.2  | Hayden Roulston | Trek-Zookeepers Cafe |

### Mayo 2007
| Fecha | Carrera                          | Cat. | Ganador          | Equipo del ganador     |
| ----- | -------------------------------- | ---- | ---------------- | ---------------------- |
| 3     | Campeonato Oceánico Contrarreloj | CC   | Cameron Wurf     | Selección de Australia |
| 5     | Campeonato Oceánico en Ruta      | CC   | Robert McLachlan | Selección de Australia |

## Clasificaciones

### Individual
| Posición | Ciclista          | Puntos |
| -------- | ----------------- | ------ |
| 1        | Robert McLachlan  | 238    |
| 2        | Karl Menzies      | 215    |
| 3        | David Pell        | 154,66 |
| 4        | Hayden Roulston   | 145,66 |
| 5        | Wesley Sulzberger | 100    |
| 6        | Chris Jongewaard  | 94     |
| 7        | Darren Lapthorne  | 86     |
| 8        | Gordon McCauley   | 76,66  |
| 9        | Hilton Clarke     | 64     |
| 10       | Cameron Wurf      | 45     |

### Equipos
| Posición | Equipo                         | Puntos |
| -------- | ------------------------------ | ------ |
| 1        | Drapac Porsche                 | 410    |
| 2        | Health Net presented by Maxxis | 262    |
| 3        | SouthAustralia.com-AIS         | 251    |
| 4        | Savings & Loans                | 171,31 |
| 5        | Navigators Insurance           | 165    |

| 6  | Jittery Joe's                         | 110   |
| 7  | Plowman Craven                        | 76,66 |
| 8  | Chocolade Jacques-Topsport Vlaanderen | 67    |
| 9  | Priority Health                       | 50    |
| 10 | DFL-Cyclingnews-Litespeed             | 41    |

### Países
| Posición | País          | Puntos  |
| -------- | ------------- | ------- |
| 1        | Australia     | 1303,66 |
| 2        | Nueva Zelanda | 472,32  |

### Países sub-23
| Posición | País          | Puntos |
| -------- | ------------- | ------ |
| 1        | Australia     | 333    |
| 2        | Nueva Zelanda | 92,32  |